# Хок Коув (Тексас)
Хок Коув (енгл. Hawk Cove) град је у америчкој савезној држави Тексас. По попису становништва из 2010. у њему је живело 483 становника.

## Демографија
Према попису становништва из 2010. у граду је живело 483 становника, што је 26 (5,7%) становника више него 2000. године.
| Група             | 2000.       | 2010.       |
| Белци             | 407 (89,1%) | 438 (90,7%) |
| Афроамериканци    | 5 (1,1%)    | 1 (0,2%)    |
| Азијати           | 1 (0,2%)    | 2 (0,4%)    |
| Хиспаноамериканци | 31 (6,8%)   | 25 (5,2%)   |
| Укупно            | 457         | 483         |